# Wam
A wam a szexuális fetisizmus egyik változata, melynek lényege az, hogy a fetisiszta személy számára elsődleges örömforrás a vízzel (wet, wetlook), illetve piszokkal (messy) való érintkezés. A szó az angol „wet and messy” (vizes és piszkos) szavak első betűjének összevonásából alakult ki.
Van passzív és aktív változata. A passzív fetisiszta számára elsődleges örömforrás a partner látványa, amint érintkezésbe lép az illető anyaggal. Az aktív fetisiszta saját magát szereti érintkezésbe hozni az illető anyaggal.
Ezen kívül megkülönböztetjük a ruhás és ruhátlan változatot, aszerint, hogy az illető anyaggal ruhában vagy meztelenül lép-e e érintkezésbe a személy. A wetlook esetében értelemszerűen csak a ruhás változat jön számításba. Ezen kívül egyéb megkülönböztetés, hogy a fejre is kerül-e az anyagból, vagy csak a test többi részére.
Másik alapvető különbség, hogy a fetisiszta számára mi az örömforrás: az anyaggal való tartós kapcsolat vagy maga a folyamat, melynek során az anyag a testével kapcsolatba kerül. Az előbbi változatban a fetisiszta miután bepiszolta/bevizezte magát, hosszú időn keresztül ebben az állapotban marad. Ezzel szemben az utóbbi változatban a fetisiszta lassan piszkítja/vizezi be magát, majd miután teste teljesen piszkos/vizes lesz, rövid időn belül megtisztítja magát ill. leveszi magáról a vizes ruhát.
A vizes fetis (wetlook) legelterjedtebb a hindusztáni félszigeten, Pakisztánban, Indiában és Bangladesben. Ezekben az országokban a pornográfia, sőt a szimpla meztelenség is erős tabu alá esik. A bollywoodi filmekben az erotikus, érzéki elem ezért leginkább az úgynevezett esőtáncban vagy vizes száris jelenetekben van jelen, melyek lényege, hogy szárit viselő színésznő (esetenként férfi színésszel együtt, de gyakrabban egyedül) az eső alatt táncot lejt vagy más módon vizessé válik, például medencébe, szökőkútba, patakba lép. Az ilyen bollywoodi jelenetekben a színésznő testének szexuálisan releváns részei tisztán sosem látszanak át a vizes ruhán keresztül, mivel vagy alsóneműt visel a szári alatt vagy pedig a szári nem átlátszó anyagú. Szintén gyakori a vizes száris jelenet az indiai zenei videóklipekben.

## Változatok

### A messy-fetisizmus változatai
A fő változatok a testtel érintkező anyag milyensége alapján alakultak ki. Fő anyagok: sár, homok, puding, paradicsomszósz, torta, csokoládészirup, borotvahab, olaj, tej stb.
Leginkább ruhában történik, előfordul meztelen változata is.
A messy fetisizmus kapcsolata a hagyományos szexualitással: a némafilmekből ismert tortacsatázás és a (női) fürdőruhás sárbirkózás.

### A wetlook-fetisizmus változatai
A wetlook-fetisizmus kizárólag tiszta anyagokat használ, elsősorban vizet, ezen kívül legfeljebb tisztálkodószereket, mint sampon, folyékony szappan, fürdőhab stb.
A wetlook egyik specifikus alváltozata a vízalatti wetlook, melyben az örömforrás a ruhában víz alatt való tartózkodás, úszás.
A wetlook-kedvelők megoszlanak a kedvelt ruhatípus szerint: nadrág, szoknya, hivatalos öltözék, fehérnemű – gyakorlatilag bármilyen ruha lehet normál fürdőruhán kívül.
A wetlook másik alváltozata az átlátszó wetlook. Míg a hagyományos wetlook fetisizmus esetében a lényeg a ruha átnedvesedése, addig az átlátszó wetlook esetében a lényeg, hogy a vizes ruhán keresztül látszódjon a meztelen test, ami már a hagyományos szexualitás körébe számít (lásd például vizespóló-vetélkedők).

### Átmenet a wam két változata, a wetlook és messy között
Míg a messy-fetisiszták általában kedvelik a wetlook-fetiszmust is, addig a wetlook-fetisiszták általában nem kedvelik a messy-fetisizmust.
A messy-fetisiszták a wam szót gyakran csak messy ("piszok") értelemben használják, kizárva a kategóriából a wetlook-fetisizmust. Ezért a wetlook-fetisiszták egyre ritkábban használják magukra a wam szót, helyette a wetlook szó lett szinte kizárólagos.

## A fetisizmus egyéb változatai
Nem tartozik bele sem a messy, sem a wetlook fetisizmusba az ürülék, vizelet, sperma vagy bármilyen más testváladék iránti fetisizmus, ezek külön fetisiszta kategóriák.

## Külső hivatkozások
- wetlook-témájú honlapok független értékelő katalógusa (angol)
- wetlook és messy honlapok katalógusa (angol)
- legnagyobb wetlook vitafórum (angol)
- legnagyobb wetlook és messy vitafórum magyar nyelven